# Ludvík Günther II. Schwarzbursko-Rudolstadtský
Ludvík Günther II. Schwarzbursko-Rudolstadtský (22. října 1708, Rudolstadt – 29. srpna 1790, tamtéž) byl kníže ze Schwarzburgu-Rudolstadtu.

## Život
Narodil se 22. října 1708 v Rudolstadtu jako syn knížete Ludvíka Fridricha I. Schwarzbursko-Rudolstadtského a Anny Žofie Sasko-Gothajsko-Altenburské.
Podnikl kavalírskou cestu po Itálii. Od roku 1726 byl plukovníkem v Miláně. V letech 1722–1731 navštívil rodné město pouze dvakrát. Vojenskou kariéru ukončily zdravotní problémy s uchem.
Roku 1767 zdědil knížectví Schwarzburg-Rudolstadt. Když se narodil, byl čtvrtým v pořadí nástupnictví. Roku 1726 zemřeli jeho dva starší bratři, proto se posunul na druhé místo následnictví. Většinu vládních záležitostí vyřizoval jeho kancléř Christian Ulrich von Ketelholdt, s nímž měl dobré pracovní vztahy.
Je známo, že byl nadšencem do koní.
Roku 1784 udělil obchodní koncesi třem židovským rodinám z Dessau.
Z jeho bývalého sídla zámku Ludwigburg nechal zřídit knížecí uměleckou školu, která obsahovala sbírku mincí. Patřila k nejvýznamnějším sbírkám mincí 18. století a zahrnovala více než 600 středověkých brakteátů.
Roku 1778 zřídil dvorní knihovnu v západním křídle zámku Heidecksburg, čímž položil základ zámecké knihovně, která dnes obsahuje přibližně 7 000 svazků.
Zemřel 29. srpna 1790.

## Manželství a potomci
Dne 22. října 1733 se v Greizu oženil s hraběnkou Žofií Henriettou Reuss zu Untergreiz, s dcerou hraběte Jindřicha XIII. Reuss zu Untergreiz a Žofie Alžběty Stolberg. Měli spolu čtyři děti:
- Frederika Žofie (1734–1734)
- Kristiána Frederika (1735–1738)
- Fridrich Karel (1736–1793)
- Kristián Arnošt (1739–1739)